# Loch

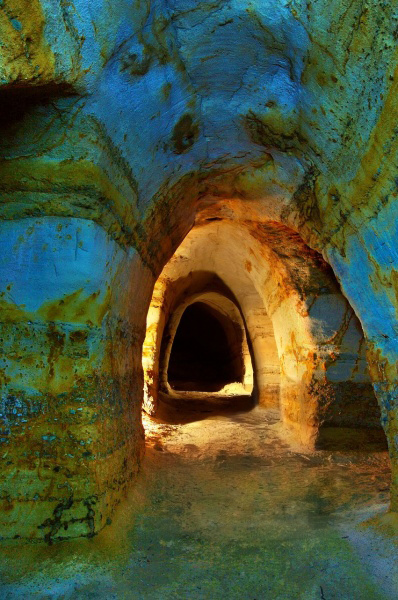
Pískovcové lochy u Miroslavi

Loch (z německého Loch, „díra“) je středověké sklepení, hloubené například ve skále či pískovcovém masivu. Tato sklepení sloužila jako úkryty, skrýše, ale také jako zásobárny potravin, protože zde bylo chladno a stálá teplota.
Příkladem středověkého lochu je sklepení v gotické části zámku Rataje nad Sázavou, kde se nachází Muzeum středního Posázaví. Je zde velmi dobře vidět vytesané výklenky ve zdi, stopy po trámech, dveřích, větrací šachta, vše dokazující existenci pravděpodobně středověké spižírny.
Jižní Morava se může pochlubit zejména pískovcovými lochy, budovanými nejprve z důvodu těžby písku a posléze využívanými též jako sklepení. 

## Jazyková poznámka
V hovorové češtině se toto slovo užívá také jakožto označení pro vězení (viz frazeologizmus být v lochu znamenající věznění). V jihozápadočeských nářečích výraz loch též označuje sklep. V brněnském hantecu podobné slovo lochna znamená díra.